# Traitor (singolo)
Traitor è un singolo della cantante statunitense Olivia Rodrigo, pubblicato il 10 agosto 2021 come quarto estratto dal primo album in studio Sour.

## Descrizione
Seconda traccia del disco, Traitor è stata descritta dalla critica specializzata come una ballata indie pop e rock.

## Promozione
La canzone è stata eseguita per la prima volta da Rodrigo il 26 giugno 2021 durante il concerto livestream Sour Prom.

## Video musicale
Il video musicale, diretto da Olivia Bee, è stato reso disponibile su YouTube a partire dal 21 ottobre 2021.

## Formazione
- Olivia Rodrigo – voce, cori
- Daniel Nigro – cori, chitarra acustica, chitarra elettrica, pianoforte, programmazione batteria, Juno 60, B3 Organ, produzione, registrazione
- Ryan Linvill – programmazione batteria, sintetizzatore, basso
- Mitch McCarthy – missaggio
- Randy Merrill – mastering

## Classifiche

### Classifiche settimanali
| Classifica (2021-22) | Posizione massima |
| -------------------- | ----------------- |
| Australia            | 5                 |
| Belgio (Fiandre)     | 44                |
| Canada               | 9                 |
| Danimarca            | 38                |
| Grecia               | 27                |
| Indonesia            | 24                |
| Irlanda              | 3                 |
| Lituania             | 68                |
| Norvegia             | 16                |
| Nuova Zelanda        | 5                 |
| Paesi Bassi          | 53                |
| Panama               | 52                |
| Paraguay             | 160               |
| Perù                 | 55                |
| Portogallo           | 8                 |
| Regno Unito          | 5                 |
| Repubblica Ceca      | 51                |
| Singapore            | 11                |
| Slovacchia           | 52                |
| Spagna               | 71                |
| Stati Uniti          | 9                 |
| Sudafrica            | 24                |
| Svezia               | 56                |
| Svizzera             | 95                |

### Classifiche di fine anno
| Classifica (2021) | Posizione |
| ----------------- | --------- |
| Australia         | 42        |
| Canada            | 40        |
| Irlanda           | 30        |
| Islanda           | 65        |
| Nuova Zelanda     | 49        |
| Portogallo        | 57        |
| Regno Unito       | 42        |
| Stati Uniti       | 38        |

## Date di pubblicazione
| Paese                 | Data           | Formato                | Nota   |
| --------------------- | -------------- | ---------------------- | ------ |
| Stati Uniti d'America | 10 agosto 2021 | Contemporary hit radio | [ 19 ] |
| Regno Unito           | 27 agosto 2021 | Contemporary hit radio | [ 44 ] |